# Danh sách trường trung học phổ thông tại Hà Nội
Hà Nội là thành phố có hệ thống trường Trung học phổ thông hay còn gọi là các trường cấp III rất đa dạng, bao gồm các trường công lập, dân lập, tư thục, các trường chuyên và các trường có yếu tố nước ngoài. Trong số đó có một số trường được coi là có chất lượng đào tạo hàng đầu cả nước, là nơi tập trung nhiều học sinh phổ thông ưu tú không chỉ của Hà Nội mà còn của toàn miền Bắc.

## Các trường chuyên
Trên địa bàn Hà Nội hiện có 8 trường Trung học phổ thông chuyên.
Có 4 trường chuyên của Sở GD-ĐT Hà Nội, 3 trường chuyên của Đại học Quốc gia Hà Nội và 1 trường chuyên của Đại học Sư phạm Hà Nội.
Để vào các trường chuyên, học sinh lớp 9 phải đăng ký dự tuyển vào lớp 10 Trung học phổ thông có dạy hệ chuyên hoặc tham gia kỳ thi tuyển sinh lớp 10 chuyên do Sở Giáo dục - Đào tạo Hà Nội tổ chức.
| STT                                       | Tên chính thức                                 | Thành lập                                 | Địa chỉ                                                              |
| Trường chuyên thuộc Sở Giáo dục - Đào tạo | Trường chuyên thuộc Sở Giáo dục - Đào tạo      | Trường chuyên thuộc Sở Giáo dục - Đào tạo | Trường chuyên thuộc Sở Giáo dục - Đào tạo                            |
| ----------------------------------------- | ---------------------------------------------- | ----------------------------------------- | -------------------------------------------------------------------- |
| 1                                         | Trường THPT chuyên Hà Nội - Amsterdam          | 1985                                      | Số 1, đường Hoàng Minh Giám, phường Trung Hòa, quận Cầu Giấy         |
| 2                                         | Trường THPT chuyên Nguyễn Huệ                  | 1947                                      | Số 560B, đường Quang Trung, phường La Khê, quận Hà Đông              |
| 3                                         | Trường THPT chuyên Chu Văn An                  | 1908                                      | Số 10, đường Thụy Khuê, phường Thụy Khuê, quận Tây Hồ                |
| 4                                         | Trường THPT chuyên Sơn Tây                     | 1959                                      | Số 45, đường Đền Và, phường Trung Hưng, thị xã Sơn Tây               |
| Trường chuyên thuộc các Trường Đại học    |                                                |                                           |                                                                      |
| 5                                         | Trường THPT chuyên Đại học Sư phạm Hà Nội      | 1966                                      | Số 136, đường Xuân Thủy, phường Dịch Vọng Hậu, quận Cầu Giấy         |
| 6                                         | Trường THPT chuyên Ngoại ngữ                   | 1969                                      | Số 2, đường Phạm Văn Đồng, phường Dịch Vọng Hậu, quận Cầu Giấy       |
| 7                                         | Trường THPT chuyên Khoa học Tự nhiên           | 1965                                      | Số 182, đường Lương Thế Vinh, phường Thanh Xuân Bắc, quận Thanh Xuân |
| 8                                         | Trường THPT chuyên Khoa học Xã hội và Nhân văn | 2019                                      | Số 336, đường Nguyễn Trãi, phường Thanh Xuân Trung, quận Thanh Xuân  |

## Các trường công lập
Đây là loại hình trường học do Nhà nước, Trung ương hay cấp Địa phương đứng ra đầu tư về kinh tế. Các khoản kinh phí và cơ sở vật chất đều hoạt động chủ yếu từ kinh phí công - tức là các nguồn tài chính công hoặc các khoản đóng góp phi vụ lợi. Để vào các trường công lập, học sinh lớp 9 phải tham gia kỳ thi tuyển sinh lớp 10 Trung học phổ thông.
| STT               | Tên chính thức                            | Thành lập    | Địa chỉ                                                                 | Mã trường    |
| Quận Ba Đình      | Quận Ba Đình                              | Quận Ba Đình | Quận Ba Đình                                                            | Quận Ba Đình |
| ----------------- | ----------------------------------------- | ------------ | ----------------------------------------------------------------------- | ------------ |
| 1                 | Trường THPT Nguyễn Trãi - Ba Đình         | 24/8/1950    | Số 50, phố Nam Cao, phường Giảng Võ, quận Ba Đình                       | 0101         |
| 2                 | Trường THPT Phạm Hồng Thái                | 1976         | Số 1, phố Nguyễn Văn Ngọc, phường Cống Vị, quận Ba Đình                 | 0102         |
| 3                 | Trường THPT Phan Đình Phùng               | 10/3/1973    | Số 30, phố Phan Đình Phùng, phường Quán Thánh, quận Ba Đình             | 0103         |
| Quận Tây Hồ       |                                           |              |                                                                         |              |
| 1                 | Trường THPT Tây Hồ                        | 07/2002      | Số 143, phố Phú Thượng, phường Phú Thượng, quận Tây Hồ                  | 2402         |
| Quận Hoàn Kiếm    |                                           |              |                                                                         |              |
| 1                 | Trường THPT Trần Phú - Hoàn Kiếm          | 01/11/1960   | Số 8, phố Hai Bà Trưng, phường Tràng Tiền, quận Hoàn Kiếm               | 1301         |
| 2                 | Trường THPT Việt Đức                      | 1955         | Số 47, phố Lý Thường Kiệt, phường Trần Hưng Đạo, quận Hoàn Kiếm         | 1302         |
| Quận Hai Bà Trưng |                                           |              |                                                                         |              |
| 1                 | Trường THPT Đoàn Kết - Hai Bà Trưng       | 1960         | Số 174, phố Hồng Mai, phường Quỳnh Lôi, quận Hai Bà Trưng               | 1101         |
| 2                 | Trường THPT Thăng Long                    | 1920 1965    | Số 44, phố Tạ Quang Bửu, phường Bạch Mai, quận Hai Bà Trưng             | 1102         |
| 3                 | Trường THPT Trần Nhân Tông                | 1960         | Số 15, phố Hương Viên, phường Đồng Nhân, quận Hai Bà Trưng              | 1103         |
| Quận Đống Đa      |                                           |              |                                                                         |              |
| 1                 | Trường THPT Đống Đa                       | 1960‬         | Số 10, ngõ Quan Thổ 1, phố Tôn Đức Thắng, phường Hàng Bột, quận Đống Đa | 0801         |
| 2                 | Trường THPT Kim Liên                      | 1974         | Số 1, ngõ 4C, phố Đặng Văn Ngữ, phường Trung Tự, quận Đống Đa           | 0802         |
| 3                 | Trường THPT Lê Quý Đôn - Đống Đa          | 1970         | Số 195, ngõ Xã Đàn 2, phường Nam Đồng, quận Đống Đa                     | 0803         |
| 4                 | Trường THPT Quang Trung - Đống Đa         | 1970         | Số 178, đường Láng, phường Thịnh Quang, quận Đống Đa                    | 0804         |
| Quận Thanh Xuân   |                                           |              |                                                                         |              |
| 1                 | Trường THPT Nhân Chính                    | 24/07/2002   | Số 1, phố Ngụy Như Kon Tum, phường Nhân Chính, quận Thanh Xuân          | 2801         |
| 2                 | Trường THPT Trần Hưng Đạo - Thanh Xuân    | 10/10/1993   | Ngõ 477, đường Nguyễn Trãi, phường Thanh Xuân Nam, quận Thanh Xuân      | 2802         |
| 3                 | Trường THPT Khương Đình                   | 25/7/2020    | Ngách 29/78 phố Khương Hạ, phường Khương Đình, quận Thanh Xuân          | 2803         |
| 4                 | Trường TH - THCS - THPT Khương Hạ         | 2021         | Số 31, phố Khương Hạ, phường Khương Đình, quận Thanh Xuân               | 2804         |
| Quận Cầu Giấy     |                                           |              |                                                                         |              |
| 1                 | Trường THPT Cầu Giấy                      | 27/4/2007    | Số 8, ngõ 118 đường Nguyễn Khánh Toàn, phường Quan Hoa, quận Cầu Giấy   | 0402         |
| 2                 | Trường THPT Yên Hòa                       | 1960         | Ngõ 251, đường Nguyễn Khang, phường Yên Hòa, quận Cầu Giấy              | 0403         |
| Quận Hoàng Mai    |                                           |              |                                                                         |              |
| 1                 | Trường THPT Hoàng Văn Thụ                 | 1967         | Số 234, đường Lĩnh Nam, phường Lĩnh Nam, quận Hoàng Mai                 | 1401         |
| 2                 | Trường THPT Trương Định                   | 1973         | Số 204, phố Tân Mai, phường Tân Mai, quận Hoàng Mai                     | 1402         |
| 3                 | Trường THPT Việt Nam - Ba Lan             | 26/3/1960    | Số 1, ngõ 48 đường Ngọc Hồi, phường Hoàng Liệt, quận Hoàng Mai          | 1403         |
| 4                 | Trường THPT Đỗ Mười                       | 14/7/2025    | Phố Trần Thủ Độ, phường Hoàng Liệt, quận Hoàng Mai                      | 1404         |
| Quận Hà Đông      |                                           |              |                                                                         |              |
| 1                 | Trường THPT Lê Quý Đôn - Hà Đông          | 14/12/1970   | Số 4, phố Nhuệ Giang, phường Nguyễn Trãi, quận Hà Đông                  | 1003         |
| 2                 | Trường THPT Quang Trung - Hà Đông         | 1985         | Ngõ 2, đường Quang Trung, phường Quang Trung, quận Hà Đông              | 1004         |
| 3                 | Trường THPT Trần Hưng Đạo - Hà Đông       | 08/1985      | Số 157, phố Xốm, phường Phú Lãm, quận Hà Đông                           | 1005         |
| Quận Bắc Từ Liêm  |                                           |              |                                                                         |              |
| 1                 | Trường THPT Nguyễn Thị Minh Khai          | 1965         | Số 4, phố Võ Quý Huân, phường Phúc Diễn, quận Bắc Từ Liêm               | 0301         |
| 2                 | Trường THPT Thượng Cát                    | 2004         | Đường Sùng Khang, phường Thượng Cát, quận Bắc Từ Liêm                   | 0302         |
| 3                 | Trường THPT Xuân Đỉnh                     | 1960         | Số 178, đường Xuân Đỉnh, phường Xuân Đỉnh, quận Bắc Từ Liêm             | 0303         |
| Quận Nam Từ Liêm  |                                           |              |                                                                         |              |
| 1                 | Trường THPT Đại Mỗ                        | 20/07/2002   | Ngõ 8, phố Quang Tiến, phường Đại Mỗ, quận Nam Từ Liêm                  | 1801         |
| 2                 | Trường THPT Trung Văn                     | 7/2008       | Phố Tố Hữu, phường Trung Văn, quận Nam Từ Liêm                          | 1802         |
| 3                 | Trường THPT Xuân Phương                   | 26/4/2018    | Tổ 3, phường Xuân Phương, quận Nam Từ Liêm                              | 1803         |
| 4                 | Trường THPT Mỹ Đình                       | 2021         | Sô 89, đường Mỹ Đình, phường Mỹ Đình 1, quận Nam Từ Liêm                | 1804         |
| Quận Long Biên    |                                           |              |                                                                         |              |
| 1                 | Trường THPT Lý Thường Kiệt                | 2002         | Tổ 12, ngõ 94, phố Thượng Thanh, phường Thượng Thanh, quận Long Biên    | 1501         |
| 2                 | Trường THPT Nguyễn Gia Thiều              | 1950         | Số 27, ngõ 298 phố Ngọc Lâm, phường Ngọc Lâm, quận Long Biên            | 1502         |
| 3                 | Trường THPT Phúc Lợi                      | 2014         | Tổ 4, phường Phúc Lợi, quận Long Biên                                   | 1503         |
| 4                 | Trường THPT Thạch Bàn                     | 2012         | Tổ 12, phường Thạch Bàn, quận Long Biên                                 | 1504         |
| Huyện Gia Lâm     |                                           |              |                                                                         |              |
| 1                 | Trường THPT Cao Bá Quát - Gia Lâm         | 1961         | Số 57, đường Cổ Bi, xã Cổ Bi, huyện Gia Lâm                             | 0901         |
| 2                 | Trường THPT Yên Viên                      | 8/1965       | Số 18, ngõ 670 đường Hà Huy Tập, thị trấn Yên Viên, huyện Gia Lâm       | 0904         |
| 3                 | Trường THPT Nguyễn Văn Cừ                 | 1977         | Thôn Thuận Tốn, xã Đa Tốn, huyện Gia Lâm                                | 0903         |
| 4                 | Trường THPT Dương Xá                      | 09/1971      | Số 48, đường Ỷ Lan, xã Dương Xá, huyện Gia Lâm                          | 0902         |
| Huyện Sóc Sơn     |                                           |              |                                                                         |              |
| 1                 | Trường THPT Đa Phúc                       | 1963         | Thị trấn Sóc Sơn, huyện Sóc Sơn                                         | 2201         |
| 2                 | Trường THPT Kim Anh                       | 09/1965      | Tổ dân cư Kim Anh, xã Thanh Xuân huyện Sóc Sơn                          | 2202         |
| 3                 | Trường THPT Minh Phú                      | 06/2006      | Km9+500, Quốc lộ 35, xã Minh Phú, huyện Sóc Sơn                         | 2203         |
| 4                 | Trường THPT Sóc Sơn                       | 1984         | Xã Phù Lỗ, huyện Sóc Sơn                                                | 2204         |
| 5                 | Trường THPT Trung Giã                     | 1999         | Phố Nỉ, xã Trung Giã, huyện Sóc Sơn                                     | 2205         |
| 6                 | Trường THPT Xuân Giang                    | 2006         | Phố Thá, xã Xuân Giang, huyện Sóc Sơn                                   | 2206         |
| Huyện Thanh Trì   |                                           |              |                                                                         |              |
| 1                 | Trường THPT Ngọc Hồi                      | 1966         | Đường Lưu Phái, xã Ngũ Hiệp, huyện Thanh Trì                            | 2701         |
| 2                 | Trường THPT Ngô Thì Nhậm                  | 10/10/1977   | Đường Tả Thanh Oai, xã Tả Thanh Oai, Thanh Trì                          | 2702         |
| 3                 | Trường THPT Đông Mỹ                       | 2017         | Xã Đông Mỹ, huyện Thanh Trì                                             | 2703         |
| 4                 | Trường THPT Nguyễn Quốc Trinh             | 24/07/2019   | Xã Đại Áng, huyện Thanh Trì                                             | 2704         |
| Huyện Mê Linh     |                                           |              |                                                                         |              |
| 1                 | Trường THPT Mê Linh                       | 1985         | Thôn Thường Lệ, xã Đại Thịnh, huyện Mê Linh                             | 1601         |
| 2                 | Trường THPT Quang Minh                    | 06/2000      | Số 88, đường Chi Đông, thị trấn Chi Đông, huyện Mê Linh                 | 1602         |
| 3                 | Trường THPT Tiền Phong                    | 2004         | QL23, Tiền Phong, huyện Mê Linh                                         | 1603         |
| 4                 | Trường THPT Tiến Thịnh                    | 2003         | Thôn Chu Trần, xã Tiến Thịnh, huyện Mê Linh                             | 1604         |
| 5                 | Trường THPT Tự Lập                        | 2008         | Tự Lập, huyện Mê Linh                                                   | 1605         |
| 6                 | Trường THPT Yên Lãng                      | 1965         | Thôn Bồng Mạc, xã Liên Mạc, huyện Mê Linh                               | 1606         |
| Huyện Đông Anh    |                                           |              |                                                                         |              |
| 1                 | Trường THPT Bắc Thăng Long                | 2010         | Thôn Bầu, xã Kim Chung, huyện Đông Anh                                  | 0701         |
| 2                 | Trường THPT Cổ Loa                        | 1966         | Thôn Trung Thôn, xã Đông Hội, huyện Đông Anh                            | 0702         |
| 3                 | Trường THPT Đông Anh                      | 1999         | Tổ 9, thị trấn Đông Anh, huyện Đông Anh                                 | 0703         |
| 4                 | Trường THPT Liên Hà                       | 1966         | Thôn Lỗ Khê, xã Liên Hà, huyện Đông Anh                                 | 0704         |
| 5                 | Trường THPT Vân Nội                       | 09/1965      | Thôn Ba Chữ, xã Vân Nội, huyện Đông Anh                                 | 0705         |
| 6                 | Trường THPT Phúc Thịnh                    | 14/07/2025   | Xã Nguyên Khê, huyện Đông Anh                                           | 0706         |
| Huyện Đan Phượng  |                                           |              |                                                                         |              |
| 1                 | Trường THPT Đan Phượng                    | 1962         | Số 19, phố Phan Đình Phùng, thị trấn Phùng, huyện Đan Phượng            | 0601         |
| 2                 | Trường THPT Hồng Thái                     | 30/10/1996   | Số 319 Hồng Giang, xã Hồng Hà, huyện Đan Phượng                         | 0602         |
| 3                 | Trường THPT Tân Lập                       | 02/07/2003   | Số 251, đường Hạ Hội, xã Tân Lập, huyện Đan Phượng                      | 0603         |
| Huyện Phúc Thọ    |                                           |              |                                                                         |              |
| 1                 | Trường THPT Ngọc Tảo                      | 1983         | Thôn 8, xã Ngọc Tảo, huyện Phúc Thọ                                     | 2001         |
| 2                 | Trường THPT Phúc Thọ                      | 1966         | Xã Võng Xuyên, huyện Phúc Thọ                                           | 2002         |
| 3                 | Trường THPT Vân Cốc                       | 1992         | Xã Vân Nam, huyện Phúc Thọ                                              | 2003         |
| Thị xã Sơn Tây    |                                           |              |                                                                         |              |
| 1                 | Trường THPT Tùng Thiện                    | 1966         | Số 20, phố Tùng Thiện, phường Sơn Lộc, thị xã Sơn Tây                   | 2302         |
| 2                 | Trường THPT Xuân Khanh                    | 1992         | Số 175, đường Đá Bạc, phường Xuân Khanh, thị xã Sơn Tây                 | 2303         |
| Huyện Ba Vì       |                                           |              |                                                                         |              |
| 1                 | Trường THPT Ba Vì                         | 1962         | Thôn 7, xã Ba Trại, huyện Ba Vì                                         | 0201         |
| 2                 | Trường THPT Bất Bạt                       | 1965         | Thôn Khê Thượng, xã Sơn Đà, huyện Ba Vì                                 | 0202         |
| 3                 | Trường THPT Minh Quang                    | 2014         | Thôn Lặt, xã Minh Quang, huyện Ba Vì                                    | 0203         |
| 4                 | Trường THPT Ngô Quyền - Ba Vì             | 1982         | Xã Vạn Thắng, huyện Ba Vì                                               | 0204         |
| 5                 | Trường THPT Quảng Oai                     | 1961         | Số 288, đường Quảng Oai, thị trấn Tây Đằng, huyện Ba Vì                 | 0205         |
| 6                 | Trường phổ thông Dân tộc Nội trú          | 1994         | Huyện Ba Vì                                                             | 0206         |
| Huyện Hoài Đức    |                                           |              |                                                                         |              |
| 1                 | Trường THPT Hoài Đức A                    | 1966         | Xã Kim Chung, huyện Hoài Đức                                            | 1201         |
| 2                 | Trường THPT Hoài Đức B                    | 25/11/1978   | Thôn Ngãi Cầu, xã An Khánh, huyện Hoài Đức                              | 1202         |
| 3                 | Trường THPT Vạn Xuân - Hoài Đức           | 6/3/2002     | Thôn 2, xã Cát Quế, huyện Hoài Đức                                      | 1203         |
| 4                 | Trường THPT Hoài Đức C                    | 06/1990      | Thôn Phương Bảng, xã Song Phương, huyện Hoài Đức                        | 1204         |
| Huyện Quốc Oai    |                                           |              |                                                                         |              |
| 1                 | Trường THPT Cao Bá Quát - Quốc Oai        | 06/1990      | xã Tân Hoà, huyện Quốc Oai                                              | 2101         |
| 2                 | Trường THPT Minh Khai                     | 20/08/1985   | Xã Cấn Hữu - Huyện Quốc Oai                                             | 2102         |
| 3                 | Trường THPT Quốc Oai                      | 1962         | TT. Quốc Oai, huyện Quốc Oai                                            | 2103         |
| 4                 | Trường THPT Phan Huy Chú - Quốc Oai       | 26/06/2018   | xã Sài Sơn, huyện Quốc Oai                                              | 2104         |
| Huyện Thạch Thất  |                                           |              |                                                                         |              |
| 1                 | Trường THPT Bắc Lương Sơn                 | 08/1985      | Thôn 2,xã Yên Bình huyện Thạch Thất                                     | 2501         |
| 2                 | Trường THPT Hai Bà Trưng - Thạch Thất     | 07/2002      | Tân Xã, h. Thạch Thất                                                   | 2502         |
| 3                 | Trường THPT Phùng Khắc Khoan - Thạch Thất | 1984         | Bình Phú, h. Thạch Thất                                                 | 2503         |
| 4                 | Trường THPT Thạch Thất                    | 1966         | 120, đường 84, xã Kim Quan,, Kim Quan, Thạch Thất                       | 2504         |
| 5                 | Trường THPT Minh Hà                       | 07/2022      | Xã Canh Nậu, Huyện Thạch Thất                                           | 2505         |
| Huyện Thanh Oai   |                                           |              |                                                                         |              |
| 3                 | Trường THPT Nguyễn Du - Thanh Oai         | 15/08/1985   | Xã Dân Hòa, huyện Thanh Oai                                             | 2601         |
| 1                 | Trường THPT Thanh Oai A                   | 09/1965      | Xã Đỗ Động, huyện Thanh Oai                                             | 2602         |
| 2                 | Trường THPT Thanh Oai B                   | 1973         | Xã Bình Minh, huyện Thanh Oai                                           | 2603         |
| Huyện Thường Tín  |                                           |              |                                                                         |              |
| 1                 | Trường THPT Lý Tử Tấn                     | 05/2005      | Mai Sao - Xã Nguyễn Trãi - Huyện Thường Tín                             | 2901         |
| 2                 | Trường THPT Nguyễn Trãi - Thường Tín      | 1985         | Thôn Thượng Đình, Xã Nhị Khê, Huyện Thường Tín                          | 2902         |
| 3                 | Trường THPT Tô Hiệu - Thường Tín          | 1984         | Thôn An Duyên, Xã Tô Hiệu, Huyện Thường Tín                             | 2903         |
| 4                 | Trường THPT Thường Tín                    | 1958         | Thị trấn Thường Tín, huyện Thường Tín                                   | 2904         |
| 5                 | Trường THPT Vân Tảo                       | 1998         | ĐT427, số 34 Vân Hoà, Xã Vân Tảo, Huyện Thường Tín                      | 2905         |
| Huyện Chương Mỹ   |                                           |              |                                                                         |              |
| 1                 | Trường THPT Chúc Động                     | 1987         | Tốt Động,Chương Mỹ,Hà Nội                                               | 0501         |
| 2                 | Trường THPT Chương Mỹ A                   | 10/1963      | Số 42 khu Yên Sơn - Thị trấn Chúc Sơn - huyện Chương Mỹ                 | 0502         |
| 3                 | Trường THPT Chương Mỹ B                   | 8/1983       | Xã Đồng Phú, huyện Chương Mỹ                                            | 0503         |
| 4                 | Trường THPT Xuân Mai                      | 1972         | Khu Tân Bình, Thị trấn Xuân Mai, huyện Chương Mỹ                        | 0504         |
| 5                 | THPT Nguyễn Văn Trỗi                      | 2021         | Hữu Văn, Chương Mỹ, Hà Nội                                              | 0505         |
| Huyện Phú Xuyên   |                                           |              |                                                                         |              |
| 1                 | Trường THPT Đồng Quan                     | 1975         | Thôn Phượng Vũ, xã Phượng Dực, huyện Phú Xuyên                          | 1901         |
| 2                 | Trường THPT Phú Xuyên A                   | 1957         | Tiểu khu Phú Mỹ, thị trấn Phú Xuyên, huyện Phú Xuyên                    | 1902         |
| 3                 | Trường THPT Phú Xuyên B                   | 17/11/1971   | Thôn Tri Thủy, xã Tri Thủy, huyện Phú Xuyên                             | 1903         |
| 4                 | Trường THPT Tân Dân                       | 1998         | Thôn Đại Nghiệp, xã Tân Dân, huyện Phú Xuyên                            | 1904         |
| Huyện Ứng Hòa     |                                           |              |                                                                         |              |
| 1                 | Trường THPT Đại Cường                     | 2009         | Kim Giang, Ứng Hòa                                                      | 3001         |
| 2                 | Trường THPT Lưu Hoàng                     | 1984         | Xã Lưu Hoàng, huyện Ứng Hòa                                             | 3002         |
| 3                 | Trường THPT Trần Đăng Ninh                | 09/1977      | Hoa Sơn - Ứng Hòa                                                       | 3003         |
| 4                 | Trường THPT Ứng Hòa A                     | 1960         | 175 Nguyễn Thượng Hiền, Thị trấn Vân Đình, huyện Ứng Hoà                | 3004         |
| 5                 | Trường THPT Ứng Hòa B                     | 18/11/1967   | Xã Đồng Tân - Ứng Hoà                                                   | 3005         |
| Huyện Mỹ Đức      |                                           |              |                                                                         |              |
| 1                 | Trường THPT Hợp Thanh                     | 2004         | Xã Hợp Thanh - Mỹ Đức                                                   | 1701         |
| 2                 | Trường THPT Mỹ Đức A                      | 11/1965      | Thị trấn Đại Nghĩa, Mỹ Đức, Hà Nội                                      | 1702         |
| 3                 | Trường THPT Mỹ Đức B                      | 08/1972      | Tảo Khê - An Mỹ - Mỹ Đức                                                | 1703         |
| 4                 | Trường THPT Mỹ Đức C                      | 1984         | Đốc Tín, huyện Mỹ Đức                                                   | 1704         |

Các trường công lập tự chủ tài chính
| STT | Tên chính thức                                        | Thành lập  | Địa chỉ |
| --- | ----------------------------------------------------- | ---------- | --- |
| 1   | Trường THCS - THPT Trần Quốc Tuấn                     | 1999       | Phường Mỹ Đình 2, quận Nam Từ Liêm |
| 2   | Trường THPT Phan Huy Chú - Đống Đa                    | 1997       | Số 34, ngõ 49 phố Huỳnh Thúc Kháng, phường Láng Hạ, quận Đống Đa                                                                        |
| 3   | Trường THPT Lê Lợi                                    | 2013       | Số 72, phố Bà Triệu, phường Nguyễn Trãi, quận Hà Đông                                                                                   |
| 4   | Trường THCS - THPT Nguyễn Tất Thành                   | 04/07/1998 | Số 136, đường Xuân Thủy, phường Dịch Vọng Hậu, quận Cầu Giấy                                                                            |
| 5   | Trường TH - THCS - THPT Thực nghiệm Khoa học Giáo dục | 19/9/2018  | Số 50-52, phố Liễu Giai, phường Cống Vị, quận Ba Đình                                                                                   |
| 6   | Trường THPT Khoa học Giáo dục                         | 2016       | Cơ sở 1: Nhà G4, số 144, đường Xuân Thủy, phường Dịch Vọng Hậu, quận Cầu Giấy Cơ sở 2: Phố Kiều Mai, phường Phúc Diễn, quận Bắc Từ Liêm |
| 7   | Trường THPT Lâm nghiệp                                | 30/11/2017 | Thị trấn Xuân Mai |
| 8   | Trường Phổ thông Năng khiếu Thể dục Thể thao Hà Nội   | 03/06/1966 | Nằm trong Trung tâm Đào tạo Vận động viên cấp cao Hà Nội. Đường Lê Đức Thọ, phường Mỹ Đình 2, quận Nam Từ Liêm                          |

## Các trường ngoài công lập
Các trường ngoài công lập gồm hai loại hình:
- Trường dân lập: do cộng đồng dân cư ở cơ sở thành lập, đầu tư xây dựng cơ sở vật chất và bảo đảm kinh phí hoạt động.
- Trường tư thục: do các tổ chức xã hội, tổ chức xã hội - nghề nghiệp, tổ chức kinh tế, nhà đầu tư trong nước - ngoài nước  hoặc cá nhân thành lập, đầu tư xây dựng cơ sở vật chất và bảo đảm kinh phí hoạt động bằng vốn ngoài ngân sách nhà nước.

### Các trường dân lập
| STT | Tên chính thức                            | Thành lập  | Địa chỉ |
| --- | ----------------------------------------- | ---------- | --- |
| 1   | Trường THPT Lương Thế Vinh                | 01/06/1989 | - Cơ sở A: Số 35, phố Đinh Núp, phường Trung Hòa, quận Cầu Giấy - Cơ sở 1: Phố Yên Xá, xã Tân Triều, huyện Thanh Trì                               |
| 2   | Trường THPT Lê Quý Đôn                    | 13/02/2018 | Lô 1 A2 Đường Hàm Nghi, khu đô thị Mỹ Đình 1, Phường Cầu Diễn, quận Nam Từ Liêm, Hà Nội                                                            |
| 3   | Trường THPT Xuân Thủy                     | 30/03/2010 | Thôn Hòe Thị - Phương Canh - Xuân Phương - Từ Liêm                                                                                                 |
| 4   | Trường THPT Đào Duy Từ                    | 2004       | Số182 đường Lương Thế Vinh, q. Thanh Xuân |
| 5   | Trường THPT Huỳnh Thúc Kháng              | 1996       | 54A1 Vũ Trọng Phụng,Thanh Xuân |
| 6   | Trường THPT Xala                          | 2010       | Khu đô thị mới Xa la- Phúc La- Hà Đông |
| 7   | Trường THPT Phan Chu Trinh                | 10/05/2000 | 481 Âu Cơ - Nhật Tân - Tây Hồ |
| 8   | Trường phổ thông võ thuật Bảo Long        | 3/10/2007  | Trại Hồ, Xã Cổ Đông, Sơn Tây |
| 9   | Trường THPT Việt Hoàng                    | 24/10/2014 | Km12, đường Cầu Diễn, phường Phúc Diễn, Bắc Từ Liêm                                                                                                |
| 10  | Trường THPT Vạn Xuân - Long Biên          | 2000       | Số 56, Phố Hoàng Như Tiếp, Phường Bồ Đề, Quận Long Biên, Hà Nội                                                                                    |
| 11  | Trường THPT Văn Lang                      | 1997       | Số 160 Tôn Đức Thắng, Phường Hàng Bột, Quận Đống Đa, TP Hà Nội Số 1 Phan Văn Trị, Phường Quốc Tử Giám, Quận Đống Đa, TP Hà Nội                     |
| 12  | Trường THPT Văn Hiến                      | 19/6/2000  | Số 9 Hai Bà Trưng, Hoàn Kiếm |
| 13  | Trường THPT Trí Đức                       | 1998       | Tổ dân phố Số 5 Phú Mỹ, phường Mỹ Đình 2, quận Nam Từ Liêm                                                                                         |
| 14  | Trường THPT Phan Bội Châu                 | 2/7/1996   | Số 21 Vũ Trọng Phụng, Thanh Xuân Trung, Thanh Xuân                                                                                                 |
| 15  | Trường THPT Trần Thánh Tông               | 08/03/2013 | Trong trường Cao đẳng xây dựng số 1 - đường Trung Văn - phường Trung Văn - quận Nam Từ Liêm                                                        |
| 16  | Trường THPT Trần Quang Khải               | 1998       | Ngõ 1277/26 Đường Giải Phóng |
| 17  | Trường THPT Trần Phú - Ba Vì              | 2007       | Thị Trấn Tây Đằng, Ba Vì |
| 18  | Trường THPT Trần Đại Nghĩa                | 2004       | Thôn Phương Hạnh - Xã Tân Tiến - huyện Chương Mỹ                                                                                                   |
| 19  | Trường THPT Tô Hiệu - Gia Lâm             | 26/07/1996 | Xã Dương Xá, Gia Lâm |
| 20  | Trường THPT Tô Hiến Thành                 | 1997       | 27 ngõ Giếng, Đông Các, Ô Chợ Dừa, Đống Đa |
| 21  | Trường THPT Thanh Xuân                    | 3/1/2008   | Xã Tam Hưng, Thanh Oai |
| 22  | Trường THPT Tây Sơn                       | 22/06/2000 | Tổ 8 phường Phúc Đồng, Long Biên |
| 23  | Trường THPT Tây Đô                        | 1997       | Tổ Phúc Lý, Phường Minh Khai, Quận Bắc Từ Liêm |
| 24  | Trường THPT Phương Nam                    | 1998       | Lô 18 Khu đô thị Định Công, Hoàng Mai |
| 25  | Trường THPT Phùng Khắc Khoan - Đống Đa    | 10/06/1998 | Số 85 phố Lương Định Của |
| 26  | Trường THPT Phạm Văn Đồng                 | 19/04/2012 | Cơ sở 1: Nhà A2 - trường Đại học Sân khấu Điện ảnh, đường Hồ Tùng Mậu, Cầu Giấy Cơ Sở 2: Khu đô thị Thành phố Giao Lưu 232-234 đường Phạm Văn Đồng |
| 27  | Trường THPT Nguyễn Văn Huyên              | 1997       | Ngõ 157 phố chùa Láng, Đống Đa |
| 28  | Trường THPT Nguyễn Tất Thành - Sơn Tây    | 12/10/2007 | Trường THCS Phùng Hưng, phường Quang Trung, Sơn Tây                                                                                                |
| 29  | Trường THPT Nguyễn Du - Mê Linh           | 4/1997     | Xã Đại Thịnh, huyện Mê Linh |
| 30  | Trường THPT Nguyễn Đình Chiểu             | 2016       | Ô 14 Lô 6 đền lừ 1 - Hoàng Mai |
| 31  | Trường THPT Ngô Tất Tố                    | 1991       | Xã Kim Chung - Đông Anh |
| 32  | Trường THPT Ngô Sĩ Liên                   | 2000       | Khu Chiến Thắng, Thị Trấn Xuân Mai |
| 33  | Trường THPT Ngô Quyền - Đông Anh          | 13/7/2007  | Thôn Vĩnh Thanh, Xã Vĩnh Ngọc, H. Đông Anh |
| 34  | Trường THPT Ngô Gia Tự                    | 13/04/1998 | 82 Lê Trọng Tấn, Thanh Xuân |
| 35  | Trường THPT Minh Trí                      | 2024       | Thôn Thắng Trí, Xã Minh Trí, huyện Sóc Sơn |
| 36  | Trường THPT Mai Hắc Đế                    | 2009       | Số 29A ngõ Vĩnh Tuy, Hai Bà Trưng/ tòa nhà Intecen, lô 2, khu 10A, số 431 Tam Trinh, Hoàng Mai                                                     |
| 37  | Trường THPT Mạc Đĩnh Chi                  | 1998       | 128 Phố Kim Anh, Thanh Xuân, Sóc Sơn |
| 38  | Trường THPT Lý Thánh Tông                 | 1996       | Xã Dương Xá, Gia Lâm |
| 39  | Trường THPT Lý Thái Tổ                    | 2004       | Số 165, Phố Hoàng Ngân, phường Trung Hoà |
| 40  | Trường THPT Lương Văn Can                 | 1998       | Lô NT1, Khu đô thị Nam Trung Yên, Phường Trung Hòa, Cầu Giấy                                                                                       |
| 41  | Trường THPT Lương Thế Vinh - Ba Vì        | 07/2007    | Km 56 Quốc lộ 32, Thôn Vật Phụ, Xã Vật Lại, huyện Ba Vì                                                                                            |
| 42  | Trường THPT Lê Văn Thiêm                  | 1997       | 44 Phố Ô Cách, Phường Đức Giang, quận Long Biên |
| 43  | Trường THPT Lê Thánh Tông                 | 1998       | Thôn Việt Yên,Xã Ngũ Hiệp, huyện Thanh Trì |
| 44  | Trường THPT Lê Ngọc Hân                   | 1995       | Số 36/670 đường Hà Huy Tập, TT Yên Viên, Gia Lâm                                                                                                   |
| 45  | Trường THPT Lam Hồng                      | 1999       | Khối 5 - Xã Phù Lỗ - Huyện Sóc Sơn |
| 46  | Trường THPT Lạc Long Quân                 | 2001       | Tổ 1 Thị trấn Sóc Sơn |
| 47  | Trường THPT Kinh Đô                       | 28/03/2011 | Uy Nỗ - Đông Anh |
| 48  | Trường Phổ thông nội trú IVS              | 2017       | Thị trấn Kim Bài, huyện Thanh Oai |
| 49  | Trường THPT Hồng Hà                       | 1997       | 780 Minh Khai, Hai Bà Trưng |
| 50  | Trường THPT Hồng Đức                      | 2020       | Xã Phúc Thượng, huyện Phúc Thọ |
| 51  | Trường THPT Hồng Bàng                     | 1988       | Cơ Sở 1: Số 169 Nguyễn Ngọc Vũ, Trung Hoà, Cầu Giấy Cơ Sở 2: Thị Trấn Đông Anh                                                                     |
| 52  | Trường THPT Hoàng Mai                     | 25/04/1997 | 56 Vũ Trọng Phụng, Thanh Xuân |
| 53  | Trường THPT Hoàng Long                    | 2001       | 347 Đội Cấn, phường Liễu Giai, Ba Đình |
| 54  | Trường THPT Hoàng Diệu                    | 1977       | số 9 Bùi Ngọc Dương, phường Bạch Mai, quận Hai Bà Trưng                                                                                            |
| 55  | Trường THPT Hồ Xuân Hương                 | 1996       | Số 1 phố Nguyễn Quý Đức, Thanh Xuân |
| 56  | Trường THPT Hồ Tùng Mậu                   | 05/1997    | 18 Khương Hạ - Khương Đình - Thanh Xuân |
| 57  | Trường THPT Hermann Gmeiner Hà Nội        | 1994       | Số 02 Doãn Kế Thiện, Mai Dịch, Cầu Giấy |
| 58  | Trường THPT Hà Đông                       | 22/6/2006  | Khu đô thị Mộ Lao, phường Mộ Lao, Hà Đông |
| 59  | Trường THPT Einstein                      | 1995       | 169 Nguyễn Ngọc Vũ, Trung Hòa, Cầu Giấy |
| 60  | Trường THPT Đông Kinh                     | 23/06/1997 | 18C Nguyễn Tam Trinh, Hai Bà Trưng |
| 61  | Trường THPT Đông Đô                       | 1991       | Số 8 Phố Võng Thị, Phường Bưởi, Tây Hồ |
| 62  | Trường THPT Phan Chu Trinh                | 2000       | 671 Hoàng Hoa Thám, phường Cống Vị, Ba Đình |
| 63  | Trường THPT Đinh Tiên Hoàng - Ba Đình     | 27/10/1989 | CS1: 67 Phó Đức Chính, Ba Đình CS2: 10 Chương Dương Độ, Hoàn Kiếm                                                                                  |
| 64  | Trường THPT Đặng Tiến Đông                | 2005-2006  | Nội An, Xã Đại Yên, huyện Chương Mỹ |
| 65  | Trường THPT Đặng Thai Mai                 | 29/12/2006 | Thôn 4 Xã Hồng Kỳ, Sóc Sơn |
| 66  | Trường THPT Đại Việt                      | 2007       | 301 Nguyễn Trãi, Thanh Xuân |
| 67  | Trường THPT Bình Minh                     | 1997       | Xã Đức Thượng, huyện Hoài Đức |
| 68  | Trường THPT Bắc Đuống                     | 1999       | 76 Dốc Lã - xã Yên Thường - huyện Gia Lâm |
| 69  | Trường THPT An Dương Vương                | 20/9/1999  | Tổ 12 Thị trấn Đông Anh, huyện Đông Anh |
| 70  | Trường THPT Hà Thành                      | 20/06/2008 | 36A Phạm Văn Đồng, Cổ Nhuế, Bắc Từ Liêm |
| 71  | Trường THPT Tạ Quang Bửu                  | 2/5/2013   | 94 A Lê Thanh Nghị, Phường Bách Khoa, quận Hai Bà Trưng                                                                                            |
| 72  | Trường THPT M.V.Lômônôxốp                 | 10/6/1992  | Khu đô thị Mỹ Đình 2, Đường Lê Đức Thọ, Nam Từ Liêm                                                                                                |
| 73  | Trường THPT Phùng Hưng                    | 29/1/2008  | Trung tâm KTTH Thường Tín, huyện Thường Tín |
| 74  | Trường THPT Nguyễn Trực                   | 31/7/2008  | Đồng Quang, Quốc Oai |
| 75  | Trường THPT Nguyễn Trường Tộ              | 1999       | Tân Hội, Đan Phượng. Số 31 ngõ 475/49 Nguyễn Trãi, quận Thanh Xuân.                                                                                |
| 76  | Trường THPT Bắc Hà - Đống Đa              | 1999       | Số 1A, Ngõ 538, Đường Láng, Đống Đa |
| 77  | Trường THPT Ngô Gia Tự - Hà Đông          | 1998       | Ngõ 2, Phố Xa La, Phúc La, Hà Đông |
| 78  | Trường THPT Ngô Sĩ Liên                   | 2000       | tổ 5, khu Chiến Thắng, thị trấn Xuân Mai, huyện Chương Mỹ                                                                                          |
| 79  | Trường THPT Phùng Hưng                    | 29/1/2008  | Số 2 Phố Nguyễn Phi Khanh, Thị trấn Thường Tín (nhà B4 Cao đẳng sư phạm Hà Tây)                                                                    |
| 80  | Trường THPT Nguyễn Bỉnh Khiêm - Phú Xuyên | 14/9/2007  | xã Khai Thái, huyện Phú Xuyên |
| 81  | Trường THPT Nguyễn Thượng Hiền - Ứng Hòa  | 2017       | số 2 đường đê, thị trấn Vân Đình, huyện Ứng Hòa |
| 82  | Trường THPT Lương Văn Can - Cầu Giấy      | 1998       | Lô NT1 khu đô thị Nam Trung Yên, quận Cầu Giấy |

### Các trường tư thục
| STT | Tên chính thức                                      | Thành lập | Địa chỉ |
| --- | --------------------------------------------------- | --------- | --- |
| 1   | Trường THPT Marie Curie                             | 1992      | TH1, phố Trần Văn Lai, phường Mỹ Đình 1, quận Nam Từ Liêm                                                          |
| 2   | Trường THPT Nguyễn Bỉnh Khiêm                       | 1993      | Số 6, phố Trần Quốc Hoàn, phường Dịch Vọng Hậu, quận Cầu Giấy                                                      |
| 3   | Trường Phổ thông FPT                                | 2013      | Khuôn viên Đại học FPT, Khu Công nghệ Cao Hòa Lạc, huyện Thạch Thất                                                |
| 4   | Trường Phổ thông TH School                          | 5/9/2016  | Số 4-6, phố Chùa Bộc, phường Trung Liệt, quận Đống Đa                                                              |
| 5   | Trường THPT Ban Mai                                 | 2008      | Lô TH4 khu đô thị Văn Phú, phường Phú La, quận Hà Đông                                                             |
| 6   | Trường THPT Nguyễn Huệ                              | 1997      | Ngõ 234 đường Hoàng Quốc Việt, phường Cổ Nhuế 1, quận Bắc Từ Liêm                                                  |
| 7   | Trường THPT Phạm Ngũ Lão                            | 1999      | Xã Nam Hồng, huyện Đông Anh                                                                                        |
| 8   | Trường THPT Phan Huy Chú - Thạch Thất               | 15/1/2008 | xã Bình Phú - huyện Thạch Thất                                                                                     |
| 9   | Trường Phổ thông liên cấp Vinschool                 | 2013      | T35, T36, T37 Times City, phường Minh Khai, quận Hai Bà Trưng                                                      |
| 10  | Trường TH - THCS - THPT Archimedes Đông Anh         | 2012      | Lô I-F1, KĐT Bắc 23B, Tiên Dương, Đông Anh                                                                         |
| 11  | Trường THPT IVS                                     | 2017      | tổ 1, thị trấn Kim Bài, huyện Thanh Oai                                                                            |
| 12  | Trường THPT Global                                  | 2009      | Lô C1, C2 - Khu đô thị mới Yên Hòa - quận Cầu Giấy                                                                 |
| 13  | Trường Phổ thông Liên cấp SenTia                    | 2016      | KĐT Mới Phùng Khoang, 19 Tố Hữu, Trung Văn, Nam Từ Liêm, Hà Nội                                                    |
| 14  | Trường THPT Quốc tế Thăng Long                      | 2010      | Lô X1, Khu Đô thị Bắc Linh Đàm, Hoàng Mai                                                                          |
| 15  | Trường Phổ thông Liên cấp Hòa Bình Latrobe - Hà Nội | 2016      | Số 65 Cảm Hội, Đống Mác, quận Hai Bà Trưng                                                                         |
| 16  | Trường Phổ thông Liên cấp Hà Nội Adelaide School    | 31/5/2018 | Cs1:B17 Lương Định Của, Kim Liên, quận Đống Đa Cs2: C35 KĐT mới Lê Trọng Tấn - Geleximco, P. Dương Nội, Q. Hà Đông |
| 17  | Trường phổ thông quốc tế ParkCity Hà Nội            | 1990      | khu đô thị ParkCity, đường Lê Trọng Tấn, phường La Khê, quận Hà Đông                                               |
| 18  | Trường Phổ thông Dewey                              | 2015      | Lô H3-LC, Khu đô thị Tây Hồ Tây, Xuân Tảo, Bắc Từ Liêm, Hà Nội.                                                    |
| 19  | Trường phổ thông liên cấp Đa Trí Tuệ                | 2013      | Lô TH2 Khu đô thị mới Dịch Vọng - phường Dịch Vọng - quận Cầu Giấy                                                 |
| 20  | Trường THPT Green City Academy                      | 1999      | Số 31 tổ 23 cụm 6 Phường Hạ Đình, Thanh Xuân                                                                       |

### Các trường có yếu tố nước ngoài
Trường có yếu tố nước ngoài là các trường phổ thông tư thục có vốn liên doanh nước ngoài, giảng dạy một số môn theo chương trình nước ngoài, giảng dạy chương trình tích hợp với chương trình nước ngoài, được Bộ GD-ĐT thẩm định và cấp phép. Một số trường có vốn đầu tư Việt Nam nhưng đăng ký với các tổ chức quốc tế để trở thành trường dạy chương trình quốc tế. Những trường này được tổ chức quốc tế công nhận và cấp phép trở thành trường thành viên tại Việt Nam.
| STT | Tên chính thức                                  | Thành lập  | Địa chỉ                                                                             |
| --- | ----------------------------------------------- | ---------- | ----------------------------------------------------------------------------------- |
| 1   | Trường Phổ thông Song ngữ Liên cấp Wellspring   | 2011       | Số 95, Phố Ái Mộ, Phường Bồ Đề, Quận Long Biên, Hà nội                              |
| 2   | Trường Phổ thông Liên cấp Olympia               | 2007       | Khu Đô thị mới Trung Văn - Nam Từ Liêm                                              |
| 3   | Trường Phổ thông Liên cấp Newton                | 2008       | Khu đô thị mới Hoàng Quốc Việt – Phường Cổ Nhuế 1 – Bắc Từ Liêm                     |
| 4   | Trường Song ngữ Quốc tế Hà Nội Academy          | 2009       | Nhà D45-D46 Khu đô thị Quốc tế Nam Thăng Long - CIPUTRA, Quận Tây Hồ                |
| 5   | Trường THPT Đoàn Thị Điểm                       | 8/2008     | Khu đô thị Bắc Cổ Nhuế- Phường Cổ Nhuế 2-Quận Bắc Từ Liêm                           |
| 6   | Trường Phổ thông Liên cấp Alfred Nobel          | 17/6/2009  | Ngõ 14, Pháo đài Láng, Phường Láng Thượng, Đống Đa                                  |
| 7   | Trường Phổ thông Liên cấp Việt - Úc, Hà Nội     | 2007       | Khu đô thị Mỹ Đình I - Mỹ Đình - Nam Từ Liêm                                        |
| 8   | Trường phổ thông liên cấp Nguyễn Siêu           | 11/09/1991 | Phố Trung Kính, Yên Hoà, Cầu Giấy                                                   |
| 9   | Trường Phổ thông liên cấp TH School Hòa Lạc     | 5/9/2016   | Km 9 khu công nghệ cao Hòa Lạc, Thạch Thất                                          |
| 10  | Trường Phổ thông Quốc tế Việt Nam               | 2012       | Phường Dương Nội – Quận Hà Đông                                                     |
| 11  | Trường Phổ thông Liên cấp Vinschool The Harmony | 2/1/2018   | Long Biên                                                                           |
| 12  | Trường Phổ thông đa cấp Concordia Hanoi         | 2011       | thôn Thọ Đa, xã Kim Nổ, huyện Đông Anh                                              |
| 13  | Trường Phổ thông Song ngữ Quốc tế Horizon       | 2007       | Villa 1 & 2, 98 Tô Ngọc Vân, Quận Tây Hồ                                            |
| 14  | Trường Phổ thông Quốc tế Singapore              | 2012       | khu đô thị mới C2 - Gamuda Gardens, phường Yên Sở - phường Trần Phú, quận Hoàng Mai |
| 15  | Trường Phổ thông Quốc tế St.Paul                | 2011       | khu đô thị mới Splendora, Km10+600, Đại lộ Thăng Long, xã An Khánh, huyện Hoài Đức  |

## Các trường quốc tế
Hiện tại vẫn chưa có định nghĩa cụ thể cho loại hình trường học này. Tuy nhiên, Bộ Giáo dục và Đào tạo xác nhận chỉ có 07 trường phổ thông được coi là quốc tế trên địa bàn thành phố, các trường này có 100% vốn đầu tư nước ngoài hoặc một số được thành lập bởi liên Bộ Giáo dục & Đào tạo cùng với Bộ Ngoại giao giảng dạy bằng chương trình nước ngoài.
| STT | Tên chính thức                           | Thành lập | Địa chỉ                                                  |
| --- | ---------------------------------------- | --------- | -------------------------------------------------------- |
| 1   | Trường Quốc tế Đa cấp Anh Việt Hoàng gia | 08/2013   | Khu Royal City, 72A Nguyễn Trãi, Thanh Xuân, Hà Nội      |
| 2   | Trường Quốc tế Đa cấp Anh - Hà Nội       | 08/2012   | H3-H4, Vincom Village, Long Biên                         |
| 3   | Trường Quốc tế Hàn Quốc tại Hà Nội       | 2006      | đường Lê Đức Thọ kéo dài, phường Mai Dịch, quận Cầu Giấy |
| 4   | Trường Quốc tế Nhật Bản                  | 1996      | Số 36 Tố Hữu, Vạn Phúc, Hà Đông                          |
| 5   | Trường Quốc tế Pháp Alexandre Yersin     | 1982      | số 36 Gia Thượng, Long Biên                              |
| 6   | Trường Phổ thông Quốc tế Hà Nội          | 1996      | số 48 Liễu Giai, Cống Vị, Ba Đình                        |
| 7   | Trường Quốc tế Liên Hợp Quốc Hà Nội      | 1988      | G9, khu đô thị Ciputra, quận Tây Hồ                      |